# Parlamento Suramericano

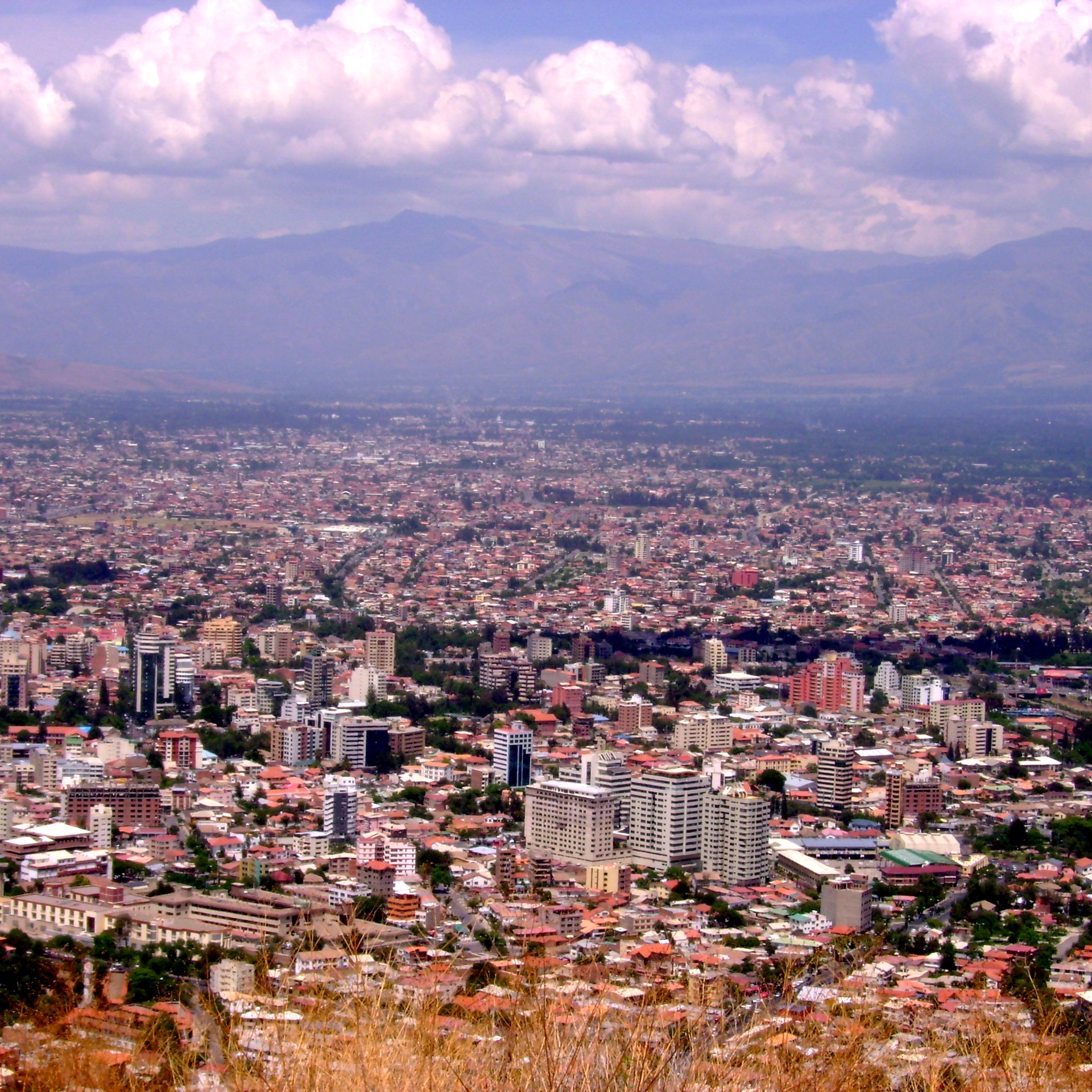
La ciudad boliviana de Cochabamba.

Bandera de Unasur

El Parlamento Suramericano fue la instancia deliberativa donde representantes de los países miembros de la Unión de Naciones Suramericanas (Unasur) se reunirían y tuvo su sede en la localidad de San Benito, cercano a la ciudad de Cochabamba, la cual fue presentada ante toda la región con el fin de darle una personería jurídica y estabilidad institucional, convirtiendo así a Bolivia en el país sede de todos estos encuentros internacionales. Sus orígenes se remontaron al 17 de octubre de 2008, cuando una reunión de parlamentarios y presidentes de los países miembros de Unasur se reunieron para definir la constitución de un parlamento regional, el edificio actual en Cochabamba se encuentra abandonado, sin ser haber sido utilizado para el fin propuesto y en proceso de reasignarlo para otras funciones por parte del gobierno boliviano.

## Ubicación y construcción
En estos predios los presidentes mantendrían reuniones sobre energía, infraestructura, políticas sociales y educación, además de definir una fórmula transitoria hasta la plena vigencia del Tratado, que debería haber sido aprobado por los congresos nacionales. Habría reuniones anuales y los ministros de relaciones exteriores lo harán semestralmente.
Para su ejecución, el gobierno boliviano ha presupuestado y ha puesto en marcha el inicio de las obras el año 2008 con una extensión de 200 hectáreas en el área del Valle Alto. En este mismo predio se encuentra una Escuela Militar Especializada que tendrá como misión preservar la seguridad del Parlamento.
Entre otros acuerdos se establece que los ciudadanos de los doce países circulen en el espacio UNASUR con su Documento de Identificación Nacional de cada país, el cual es reconocido en toda la Unión.
El Parlamento Suramericano también tendría la tarea de encaminar el establecimiento y la ejecución, en coordinación con el Banco del Sur, de la nueva moneda única de circulación en toda la región.

## Composición
Noventa y nueve parlamentarios tendrá el Parlamento. Cada país delegará a cinco parlamentarios, más algunos miembros del parlamento Andino, del Parlamento del Mercosur y de los parlamentos de Guyana y Surinam. También lo integrarán los presidentes de los poderes legislativos de cada país integrante de la Unasur.
Tendría una rutina de funcionamiento consistente en dos reuniones anuales: una en junio y la segunda en noviembre, aunque podrá sesionar en forma extraordinaria.
El Parlamento de la Unasur tendría comisiones y subcomisiones, presidencias y vicepresidencias, secretarías y subsecretarías. Todos los pronunciamientos del Parlamento de la Unasur se publicarán a través de un diario oficial que se creará para tales fines.
Sus atribuciones y competencias son: velar por la democracia en la región, establecer relaciones de cooperación entre los países miembros, emitir declaraciones y recomendaciones, fomentar el desarrollo de la democracia representativa y ejercer el control político a los órganos e instituciones de Unasur.
De esta manera el Banco del Sur, tendría su sede en Caracas, Venezuela y subsedes en Buenos Aires, Argentina y La Paz, Bolivia, conjuntamente con la Secretaría General, con sede en Quito, y ahora con el Parlamento Suramericano, con sede en Cochabamba, buscarían el equilibrio económico y social en todo el continente sur y establecerán políticas en pro del futuro denominado “ciudadano americano”. 
No obstante, debido al paulatino abandono de gran parte de los países miembros de la Unasur, al retiro de Quito como sede central por parte de la administración de Lenin Moreno, y las intenciones de abandonar el organismo por la administración de la presidenta interina Jeanine Áñez, no se concretó la instalación del parlamento sudamericano en Cochabamba, estando actualmente en proceso de retiro como sede parlamentaria.